# 吳遵晦
吳遵晦（？—？），字明仲，號桂軒，浙江杭州府錢塘縣人，民籍，明朝政治人物。

## 生平
嘉靖十九年（1540年）庚子科浙江鄉試第八十八名舉人。嘉靖三十二年（1553年）中式癸丑科二甲第三十二名進士。大理寺观政，授工部主事，升员外、郎中，调工部郎中，升山东临清兵备副使，四十五年被户科给事中张宪臣所劾，下巡按御史讯问。

## 家族
曾祖吳政；祖父吳宗裕，封南京刑部主事；父吳鼎，布政司左參議。母顧氏。兄吴梦登，弟吴遵道（生员）。